# 제4회 G7 정상회의
제4회 G7 정상회의(4th G7 Summit)는 1978년 7월 16일부터 7월 17일에 걸쳐 구 서독 본 샤움부르크 궁전에서 개최된 서방선진국들의 회의이다. 참석국가는 프랑스, 서독, 이탈리아, 일본, 영국, 미국, 캐나다(2회에 추가)의 7개국이며 직전 3회부터 유럽 위원회가 초대받았다.

## 참가국 목록

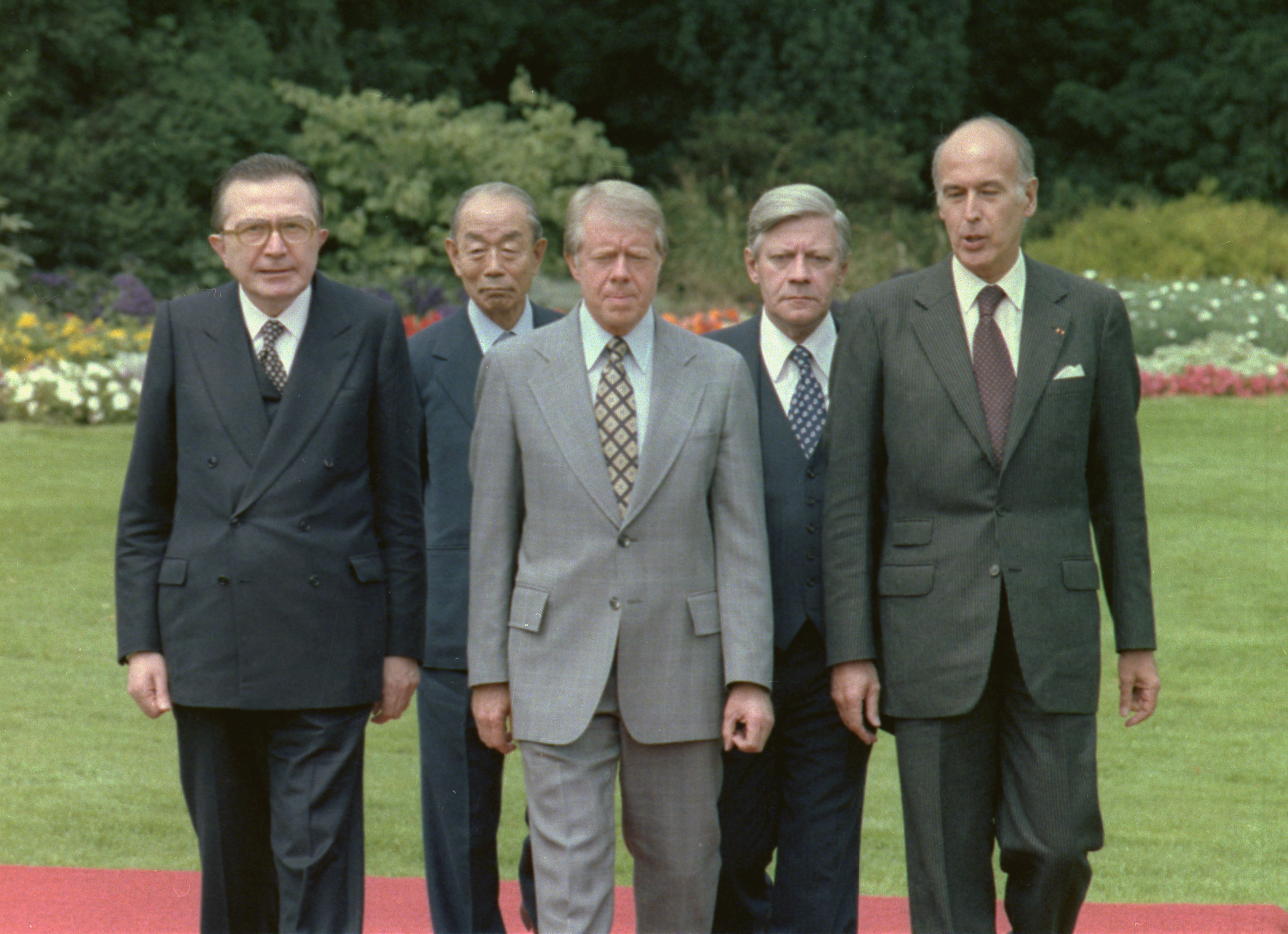
4회 회의에 참석한 정상들 중 다섯 명. 왼쪽부터 줄리오 안드레오티, 후쿠다 다케오, 지미 카터, 헬무트 슈미트, 발레리 지스카르 데스탱.

영국 제임스 캘러헌과 일본 후쿠다 다케오는 이번 회의가 마지막 참석이었다. 다음은 제4회 주요경제국회의 참가국과 정상 목록으로 직전 3회와 구성이 동일하다.
| 주요 G7 회원국 개최국과 개최국 수장은 굵은 글씨로 표시했다. |             |                        |              |
| 회원국                                                      | 회원국      | 대표                   | 직책         |
| 캐나다                                                      | 캐나다      | 피에르 트뤼도          | 총리         |
| 프랑스                                                      | 프랑스      | 발레리 지스카르 데스탱 | 대통령       |
| 서독                                                        | 서독        | 헬무트 슈미트          | 총리         |
| 이탈리아                                                    | 이탈리아    | 줄리오 안드레오티      | 총리         |
| 일본                                                        | 일본        | 후쿠다 다케오          | 내각총리대신 |
| 영국                                                        | 영국        | 제임스 캘러헌          | 총리         |
| 미국                                                        | 미국        | 지미 카터              | 대통령       |
| 유럽 연합                                                   | 유럽 위원회 | 로이 젱킨스            | 의장         |

## 배경 및 진행상황
회의 당시 세계경제는 에너지 문제로 미국 달러화가 2차대전 후 최악 수준으로 폭락한 상태였다. 미국 대통령 지미 카터는 정상회의 개최 전 멕시코, 브라질, 대한민국 등 중진국이 세계 경제성장에 협력해야 하며 그 일환으로 관세인하협정의 혜택을 이들 국가에 확대적용할 것을 주장했다. 프랑스 대통령 데스탱은 경제위기에 대처하기 위해서는 서방선진국과 일본뿐 아니라 개발도상국, 공산권 국가, 중진국들의 공동대응이 필요한데 G7 회의는 이 중 일부만 참여하므로 경제문제의 완전한 해결책이 될 수 없다고 말했다.
샤움부르크 궁에서 16일 회의가 개막되었으며 두 번의 회의를 통해 경제성장 정책과 에너지 문제를 협의하였다. 17일 오후 6시(현지시간) 전날 협의한 내용을 공동성명으로 발표하였다.

## 주요 의제
정상회의 전 언론을 통해 발표된 주요 논의 안건은 다음과 같다.
- 세계적 인플레이션의 억제 및 경제성장
- 실업완화
- 세계통화질서의 안정
- 보호무역 배격
- 석유소비 절약과 대체에너지 문제
- 공업국과 개발도상국 사이의 경제협력문제

회의 첫날 1차 회의에서는 위 안건 외에도 국제테러방지를 위한 새로운 방안이 의제로 추가 되었다.

## 결과 및 평가
정상회의 결과 공동성명에서 미국 등 7개국은 "경제성장, 고용 인플레이션, 국제통화정책, 에너지 통상 및 개발도상국의 특수이해관계에 대한 포괄적 전략에 합의하였다."라고 발표했다. 또한 성명서에는 상기 합의를 이행하기 위하여 문제해결에 특히 힘쓸 세 나라로 미국, 일본, 서독을 들었으며, 참가국들이 경제성장률 상향이라는 목표를 위해 각기 다른 정책수단을 동원할 것을 주문했다. 국가별 정책주문을 요약하면 아래와 같다.
1. 미국: 인플레율을 특정수치만큼 억제하고 초긴축 예산을 실시하며 석유수입의존도를 낮춘다.
2. 일본: 내수규모를 확충하여 서구권 미국으로부터 수입량을 늘린다. 수출액을 억제하고 수입액을 늘려 무역흑자 규모를 감축한다.
3. 서독: 조세감면 조치를 시행한다.
4. 프랑스: 적자예산을 편성한다.
5. 영국: 재정투융자 확대에 주력한다.
6. 이탈리아: 공공지출 감축 대신 민간투자를 증대한다.

종전 회의에서의 추상적인 성명서 내용과는 달리 구체적인 방향을 국가별로 제시했다는 점이 특이하며 참가국 수장들도 '공동성명 결과물이 기대 이상이다.'라는 호평을 했다. 각국이 서로 양보를 하여 공동이익을 모색해야 할 정도로 당시 경제위기 수준이 심각했기 때문에 구체적인 합의문이 나왔다는 분석이 있다.
이외에도 추가 의제였던 국제테러방지에 대한 협정안이 나왔으며 도쿄 라운드를 연내 타결하기로 확인하는 추가 성과가 있었다.

## 사진첩

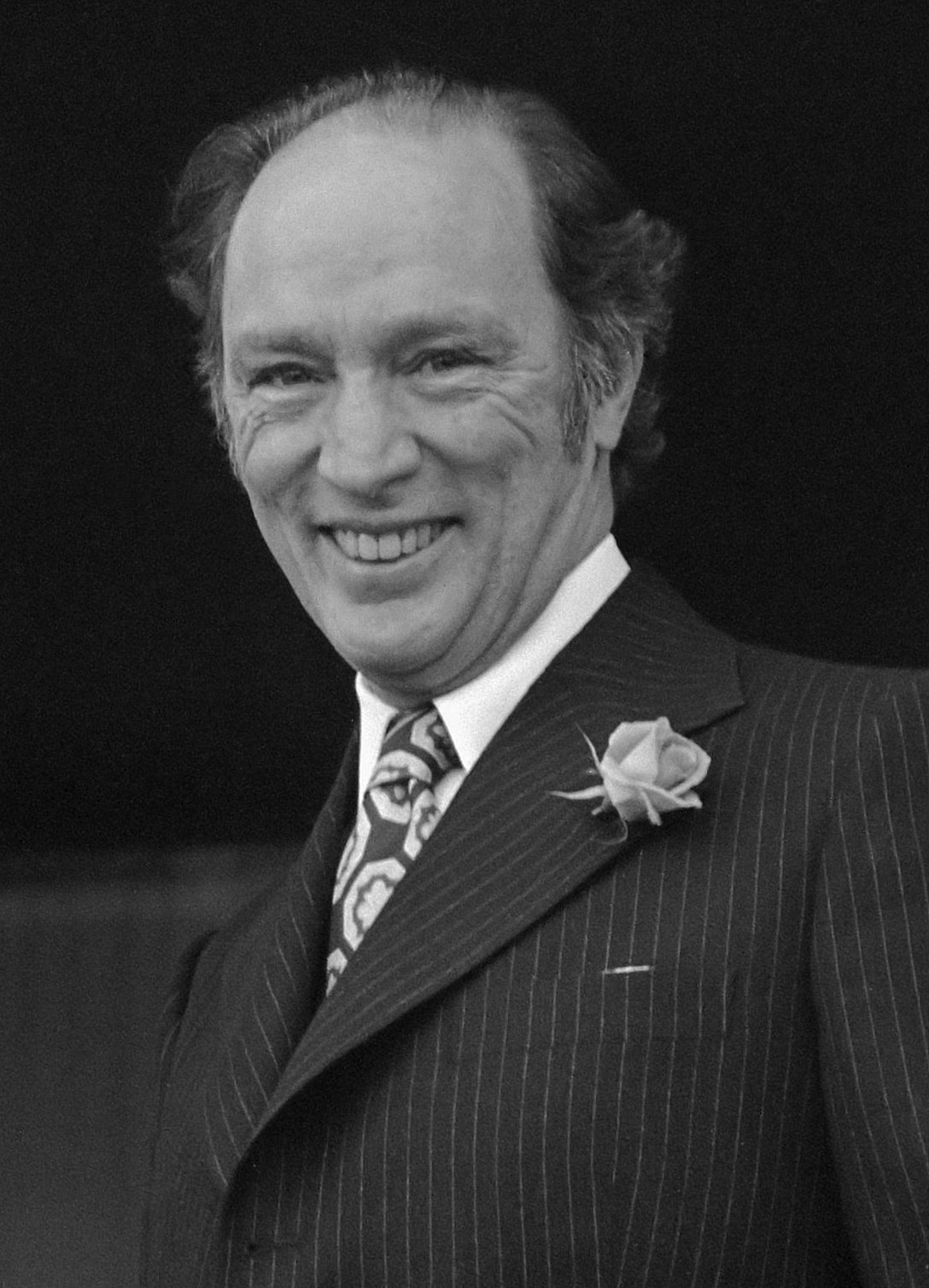
캐나다 피에르 트뤼도, 총리
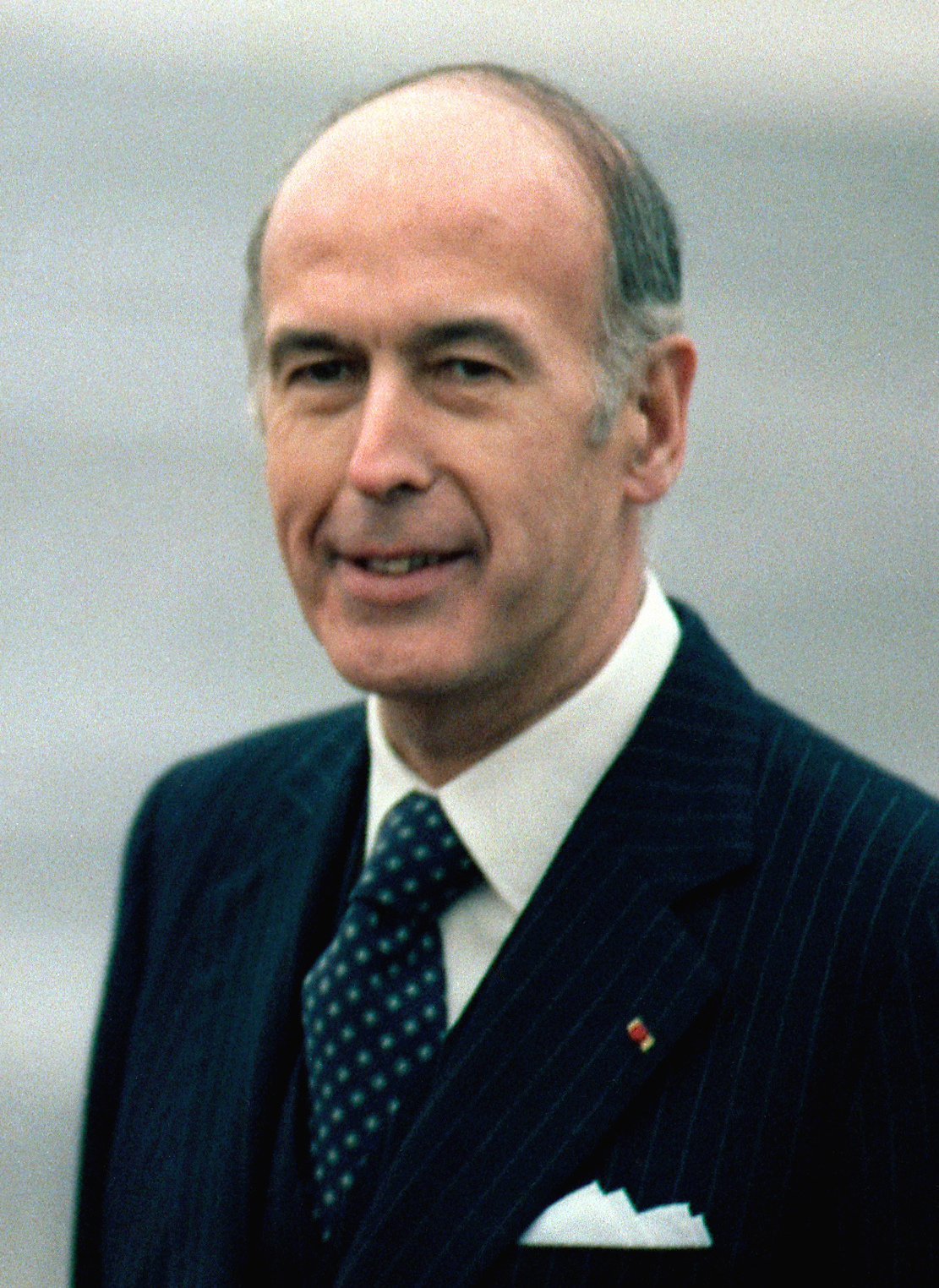
프랑스 발레리 지스카르 데스탱, 대통령
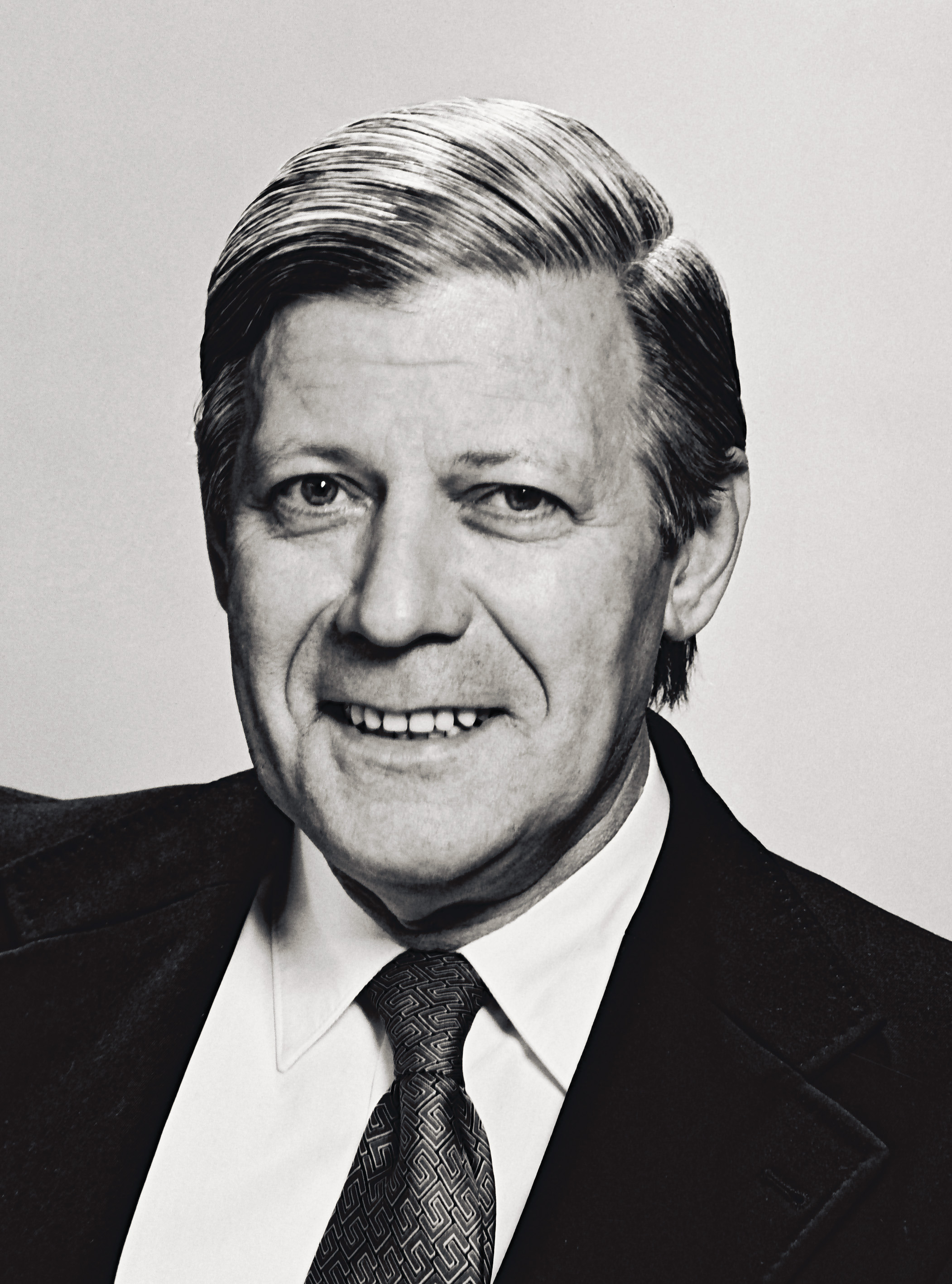
서독 헬무트 슈미트, 총리
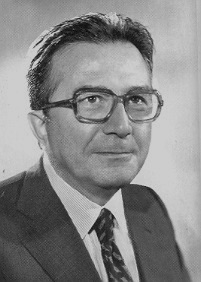
이탈리아 줄리오 안드레오티, 총리
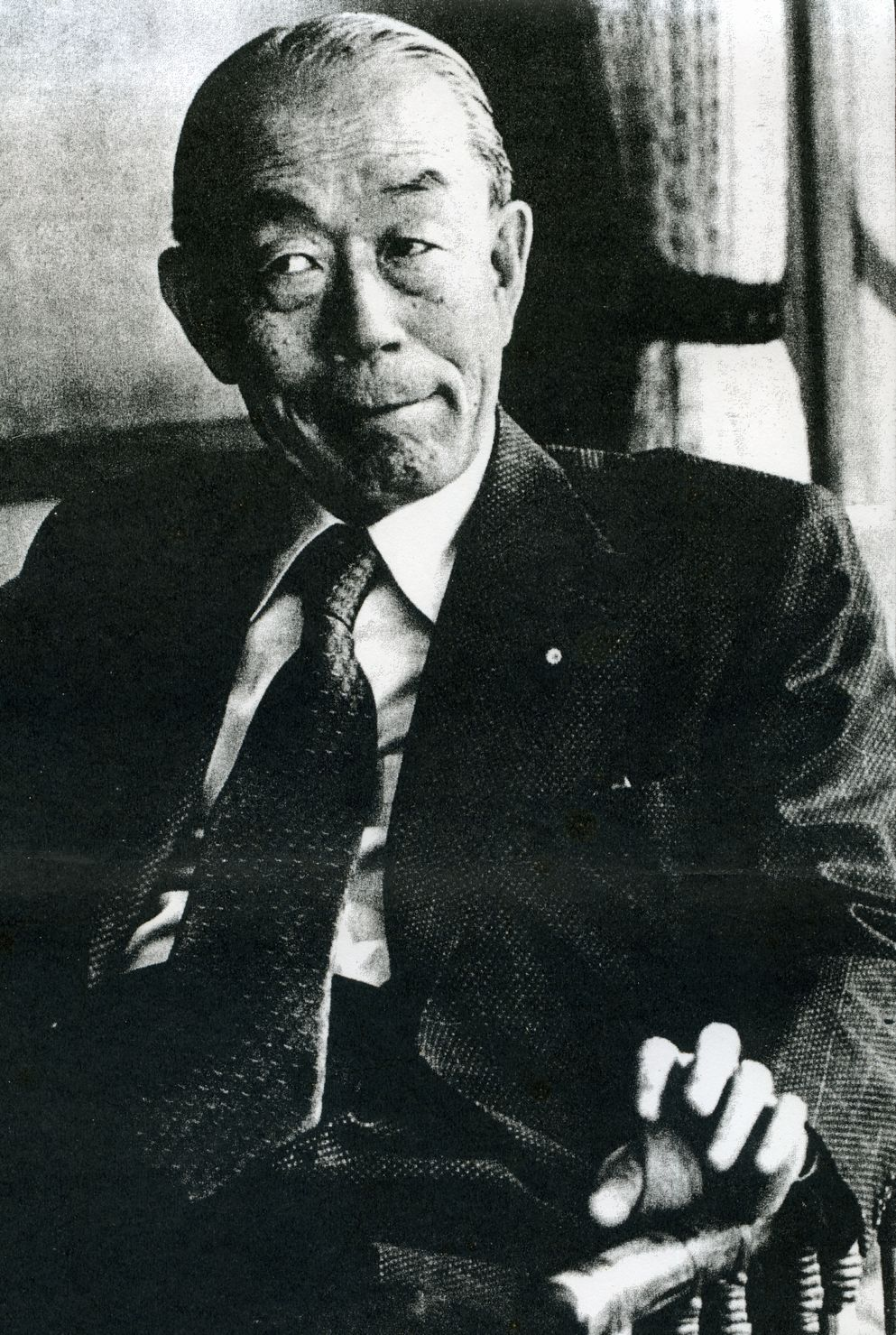
일본 후쿠다 다케오, 내각총리대신
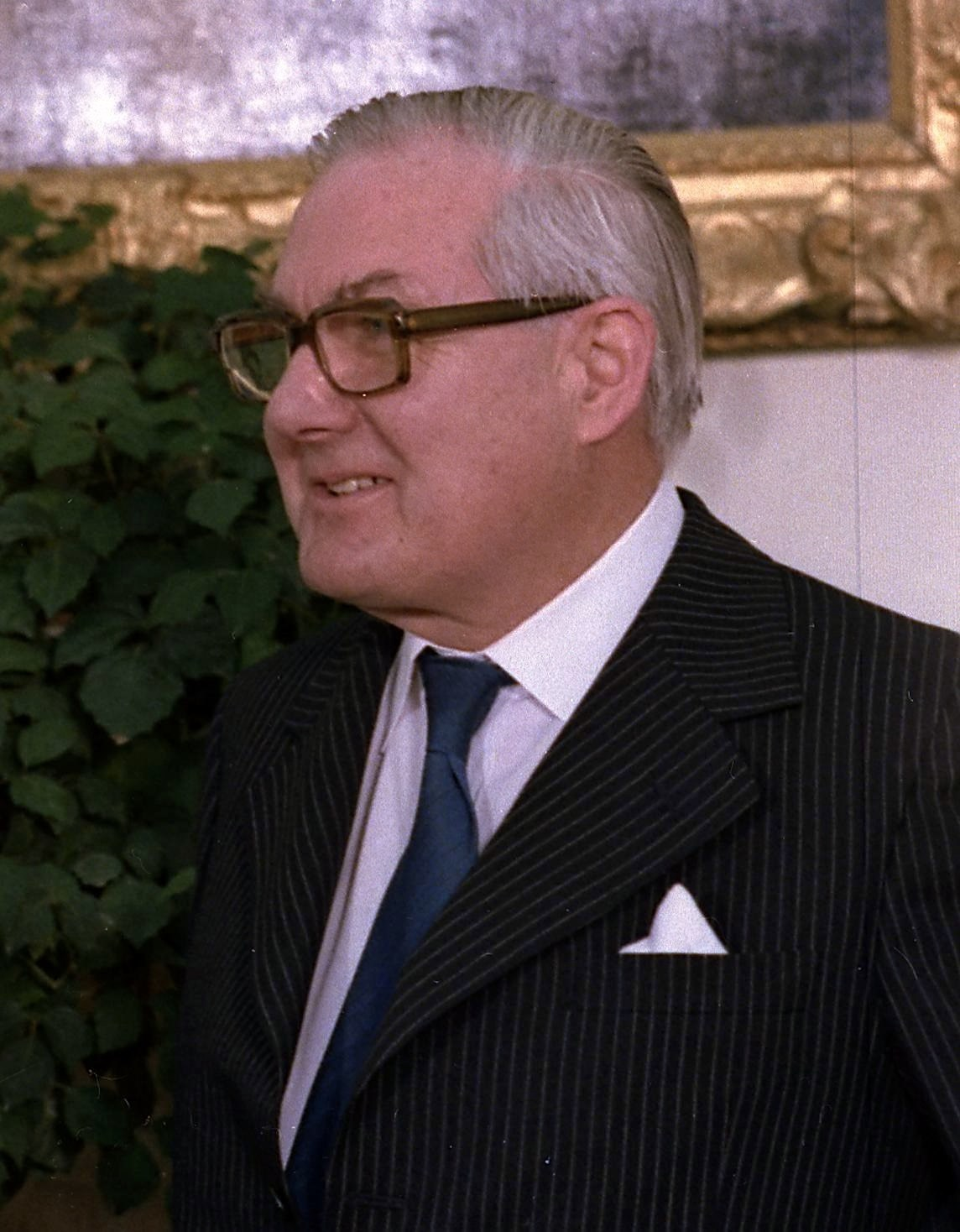
영국 제임스 캘러헌, 총리
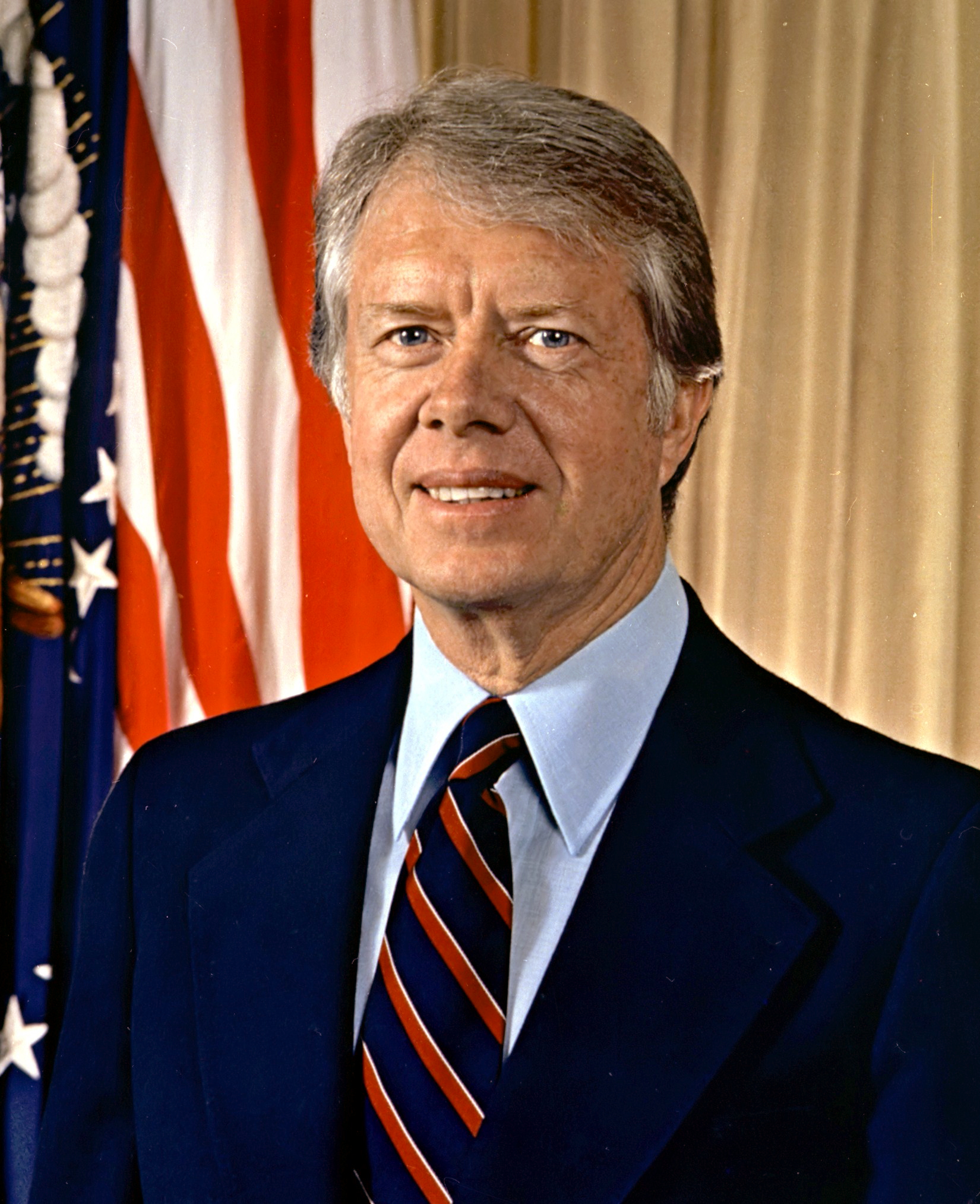
미국 지미 카터, 대통령
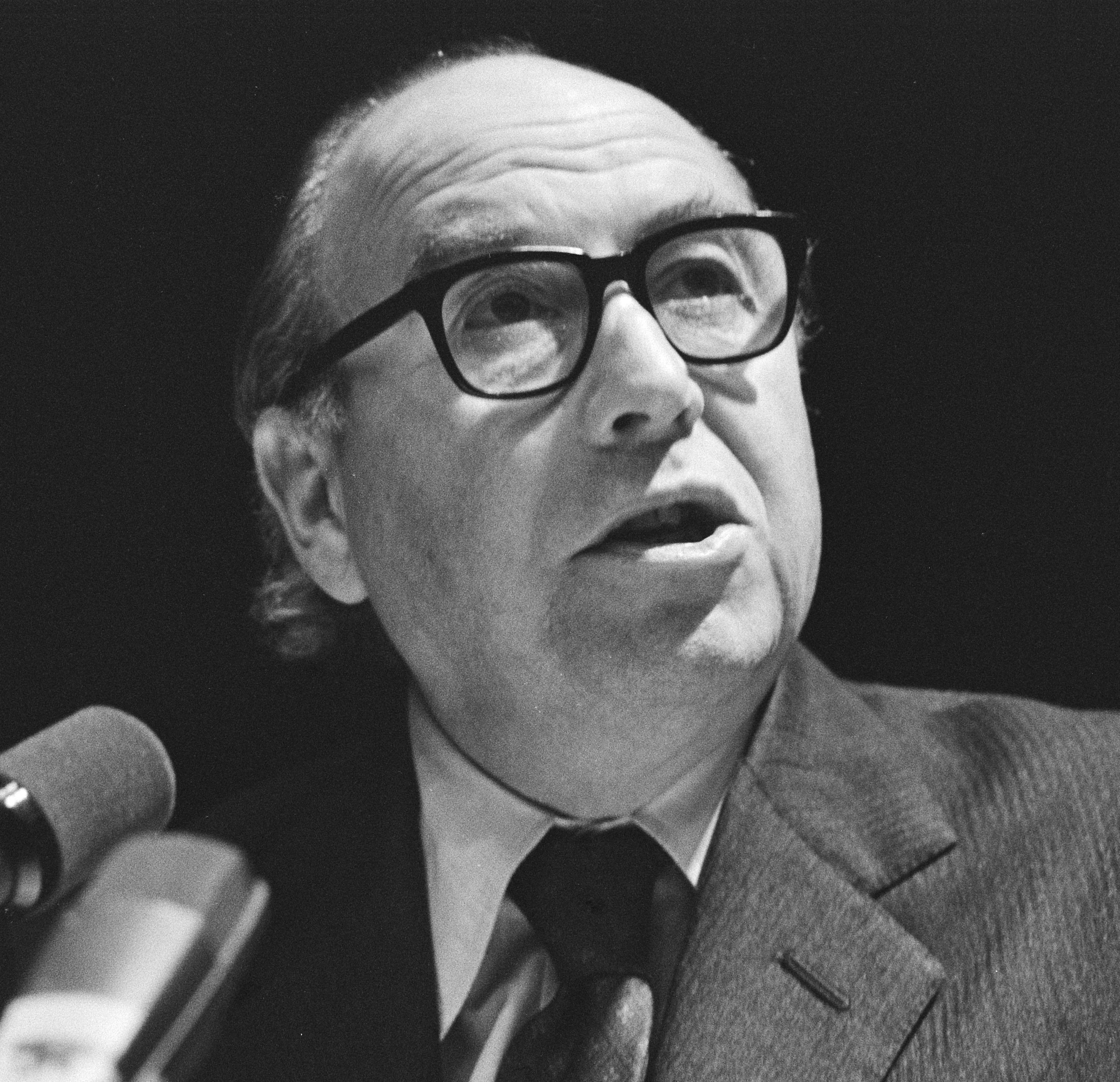
유럽 연합 로이 젱킨스, 의장

## 같이 보기
- G8

## 참고 문헌
- Bayne, Nicholas and Robert D. Putnam. (2000). Hanging in There: The G7 and G8 Summit in Maturity and Renewal. Aldershot, Hampshire, England: Ashgate Publishing. ISBN 978-0-7546-1185-1; OCLC 43186692
- Reinalda, Bob and Bertjan Verbeek. (1998). Autonomous Policy Making by International Organizations. London: Routledge. ISBN 978-0-415-16486-3; ISBN 978-0-203-45085-7; OCLC 39013643